# یونس المشیفری
یونس المشیفری (عربی: يونس خليفة المشيفري؛ زادهٔ ۲۴ اکتبر ۱۹۸۱) بازیکن فوتبال اهل عمان بود.
از باشگاه‌هایی که در آن بازی کرده‌است می‌توان به باشگاه فوتبال ظفار، باشگاه ورزشی فنجاء، باشگاه ورزشی کاظمه کویت، و باشگاه ورزشی التضامن کویت اشاره کرد.
وی همچنین در تیم ملی فوتبال عمان بازی کرده‌است.